# Calhoun County (Florida)
Calhoun County is een county in de Amerikaanse staat Florida.
De county heeft een landoppervlakte van 1.469 km² en telt 13.017 inwoners (volkstelling 2000). De hoofdplaats is Blountstown.

## Foto's

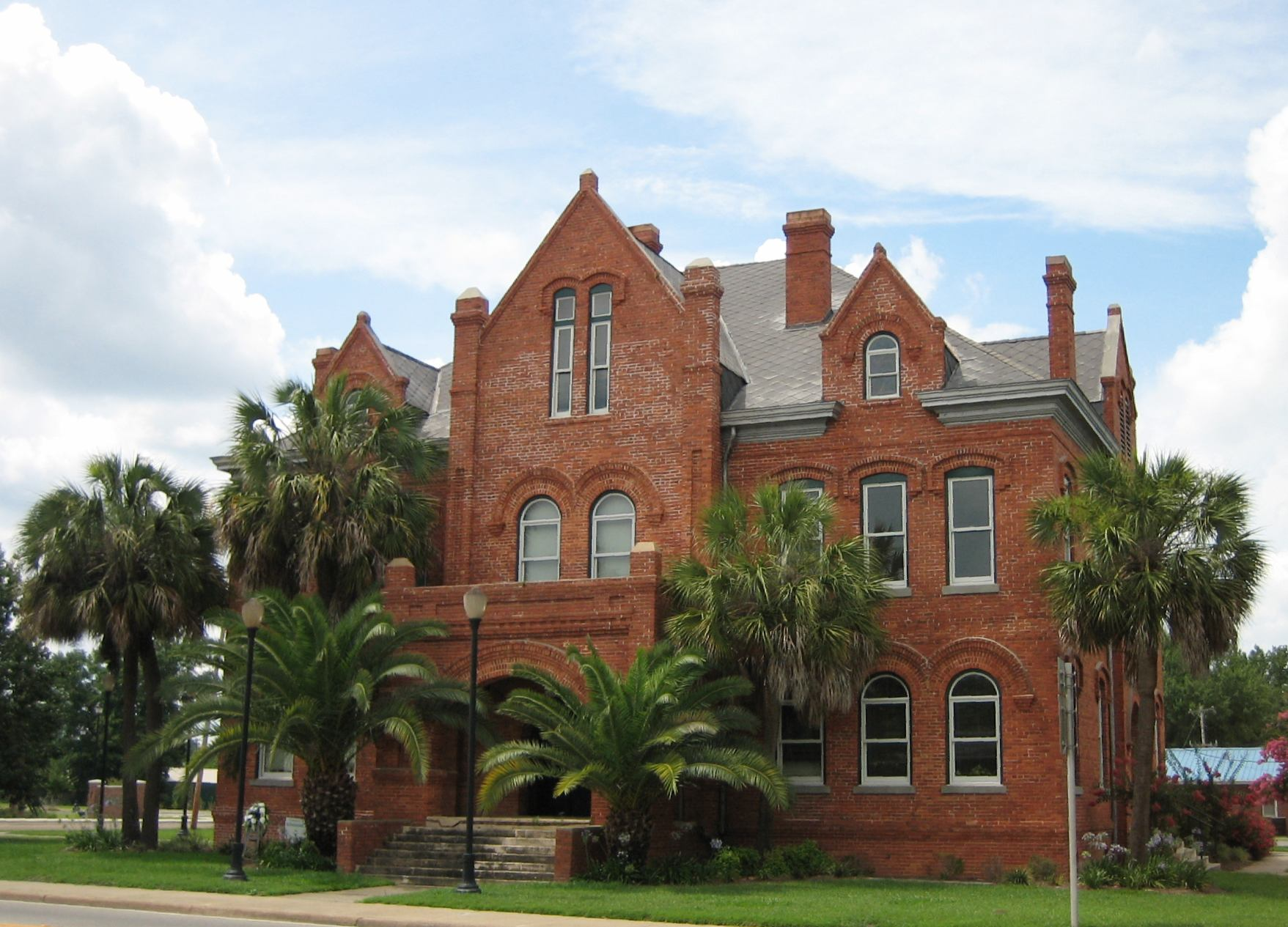
Voormalige rechtbank
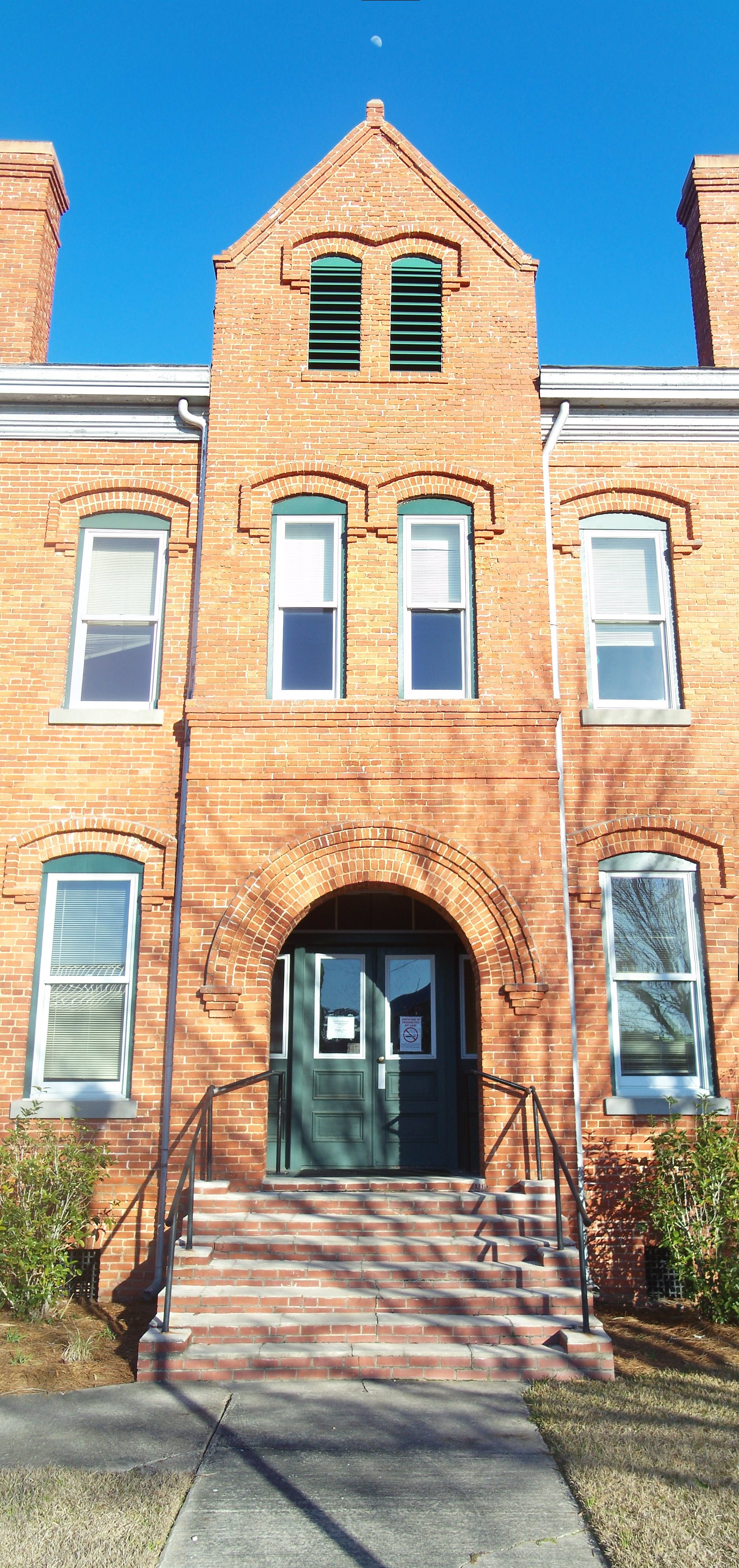
Voormalige rechtbank